# Punk's not deaf
Punk's Not Deaf Vol. 1 is een dubbel verzamelalbum met daarop nummers van Nederlandse punkbands. Het album werd uitgegeven door Repunkerator Records in 2013.
Het idee om een verzamelalbum te maken ontstond op een Facebookgroep. Initiatiefnemer is café eigenaar Maarten Luijendijk, zanger van vroegere punkband No Pigs in 2012 deel uitmakend van de band Stretcher Case. Motief voor het project was dat de opinie vanuit het initiatief; "punkmuziek op een plaat en het podium hoort in plaats van TV, museum en boeken". De plaat bestaat qua bands uit een dwarsdoorsnede van Nederlandse punkbands in 2012. De Rotte Appels uit Paramaribo, Suriname is de enige band die niet uit Nederland komen. De Kecks Modern, is een samenvoeging van Tröckener Kecks en Frites Modern. Het nummer achter de titel wekt de indruk dat er een vervolg gaat komen. De presentatie van het album vond plaats via een festival met deelnemende bands, op 24 februari 2012, in Paradiso te Amsterdam.

## Nummers
- A1 - Natasha Gerson: Zaniken is punk
- A2 - Stretcher Case: Repunkerator
- A3 - Zachte G Harde P: Doe Díh Doe Dáh!
- A4 - YAWP!: First World Problem
- A5 - The Bips: I Don't Wanna Be Like Everybody Else
- A6 - Neuroot DeLuxe: Rat Trap
- A7 - Electric City: Fuck'all Use
- A8 - X Offenders: Ignorance
- A9 - MU: King Sun
- B1 - Uncontrollable Urgh: I Won't Bother You Today
- B2 - Nobody Lotion: Nobody Lotion
- B3 - Disturbance: Revolt
- B4 - Vulgarettes: Skint
- B5 - The Paranoia Club: Night at the Diepte
- B6 - Bunker OESO: Winston's Song
- B7 - 10.Gauge: Unfriend the World
- B8 - Mollesters: Iconoclasts
- B9 - Buiten Gebruik: Kraakverbod
- B10 - G.D.E.: Jesus' Lite
- C1 - G.W. Sok: WATTE?
- C2 - Venco Starclass: Punx Venco Punx Are Go!
- C3 - Kecks Modern: Help me door de nacht
- C4 - Zweetkutten: In de cel
- C5 - Waste: Your War
- C6 - G.O.H.: 73-74
- C7 - Vopo's: Bacardi
- C8 - De Rotte Appels: Punkers!!!!
- C9 - The Filth: Into the Red Light
- C10 - GNOT: Bluechapel Jam
- D1 - Katie Kruel: Rat of Noises
- D2 - Stiv: Vector Borne Disease
- D3 - The Fuckin Virgins: Sacharin
- D4 - Kentucky Fried: Testicles Midlife Crisis
- D5 - Ripley: Fury Animals Taste Better
- D6 - Dikke Bleek: Stik en sterf
- D7 - Bomba Roja: Dead Beats
- D8 - BEP: You Call My Name
- D9 - Backbiter: O.K. Boys 'N Girls!